# Prix Kossuth
Le prix Kossuth est un prix parrainé par l'État de Hongrie, en hommage à l'homme politique et révolutionnaire hongrois Lajos Kossuth.
Le prix Kossuth a été créé en 1948, à l'occasion du centenaire de la Révolution du 15 mars 1848. Il est attribué, chaque année, ce jour-là. C'est l'Assemblée nationale hongroise, qui créa ce prix afin de récompenser les personnes ou groupes ayant réalisé des œuvres exceptionnelles dans les domaines de la science, de la culture et des arts, ainsi que dans l'édification du socialisme en général.
Depuis 1963, le prix Kossuth est limité au domaine de la culture et des arts.
Aujourd'hui, il est considéré comme la récompense culturelle la plus prestigieuse en Hongrie. Il est décerné par le président de la République.

## Lauréats
(Liste non exhaustive classée par ordre chronologique)
- Ferenc Erdei (1948)
- Milán Füst (1948)
- Margit Kovács (1948)
- Lajos Nagy (1948)
- Gyula Németh (1948)
- Éva Ruttkai (1948)
- Pál Turán (1948)
- Béla Balázs (1949)
- Imre Ungár (1949)
- Jenő Egerváry (1949)
- Ferenc Mérei (1949)
- Sándor Veress (1949)
- Ferenc Farkas (1950)
- László Kalmár (1950)
- János Görbe (1951)
- László Heller (1951)
- László Lajtha (1951)
- Klári Tolnay (1951)
- Tibor Szele (1952)
- Klári Tolnay (1952)
- Pál Turán (1952)
- Miklós Gábor (1953)
- Gyula Gózon (1954)
- Péter Kuczka (1954)
- Imre Sarkadi (1955)
- Albert Fonó (1956)
- Gyula Kaesz (1956)
- Manyi Kiss (1957)
- László Saly Németh (1957)
- Tátrai Quartet (1958)
- Éva Ruttkai (1960)
- Ferenc Erdei (1962)
- Ákos Császár (1963)
- József Lengyel (1963)
- György Száraz (1964)
- Pál Lukács (1965)
- László Nagy (1966)
- Imre Sinkovits (1966)
- Sándor Szokolay (1966)
- Erzsébet Házy (1970)
- György Kurtág (1973)
- Líviusz Gyulai (1973)
- Miklós Jancsó (1973)
- Ferenc Sánta (1973)
- Dezső Ránki (1978)
- Erzsébet Galgóczi (1978)
- Iván Darvas (1978)
- Zoltán Kocsis (1978)
- János Pilinszky (1980)
- Miklós Perényi (1980)
- Géza Ottlik (1985)
- András Szőllősy (1985)
- Dezső Garas (1988)
- László Polgár (1990)
- György Cserhalmi (1990)
- Sándor Csoóri (1990)
- Ferenc Farkas (1991)
- Péter Nádas (1992)
- Ferenc Ban (1994)
- György Faludy (1994)
- Tamás Lossonczy (1994)
- György Kurtág (1996)
- Péter Esterházy (1996)
- József Király (1996)
- György Petri (1996)
- András Schiff (1996)
- Géza Hofi (1998)
- Tamás Vásáry (1998)
- Enikő Eszenyi (2001)
- Margit Bara (2002)
- Ádám Bodor (2003)
- Imre Oravecz (2003)
- György Ligeti (2003)
- László Marton (2003)
- Ensemble de percussions Amadinda (2004)
- Gergely Bogányi (2004)
- Zoltán Kocsis (2005)
- Iván Fischer (2006)
- Gábor Görgey (2006)
- Zorán Sztevanovity
- Miklós Perényi (2007)
- Ildikó Pécsi (2007)
- Ernő Rubik (2007) (pour le Rubik's cube)
- Zsuzsa Koncz (2008)
- Dezső Ránki (2008)
- Ádám Fischer (2008)
- Pál Sándor (2009)
- Janos Rózsa (2009)
- Endre Tót (2009)
- Gyula Maár (2010)
- Judit Reigl (2011)
- István Nemeskürty (2011)
- Agota Kristof (2011)